# Урике
Урике (исп. Urique) — посёлок в Мексике, штат Чиуауа, входит в состав одноимённого муниципалитета и является его административным центром. Численность населения, по данным переписи 2010 года, составила 1102 человека.

## Общие сведения
Название Urique с языка тараумара можно перевести как место оврагов.
Поселение было основано Хуаном Таранго Вальехо как рабочий посёлок при медных рудниках 12 января 1690 года.